# Список національних театрів

## Європа

### Австрія

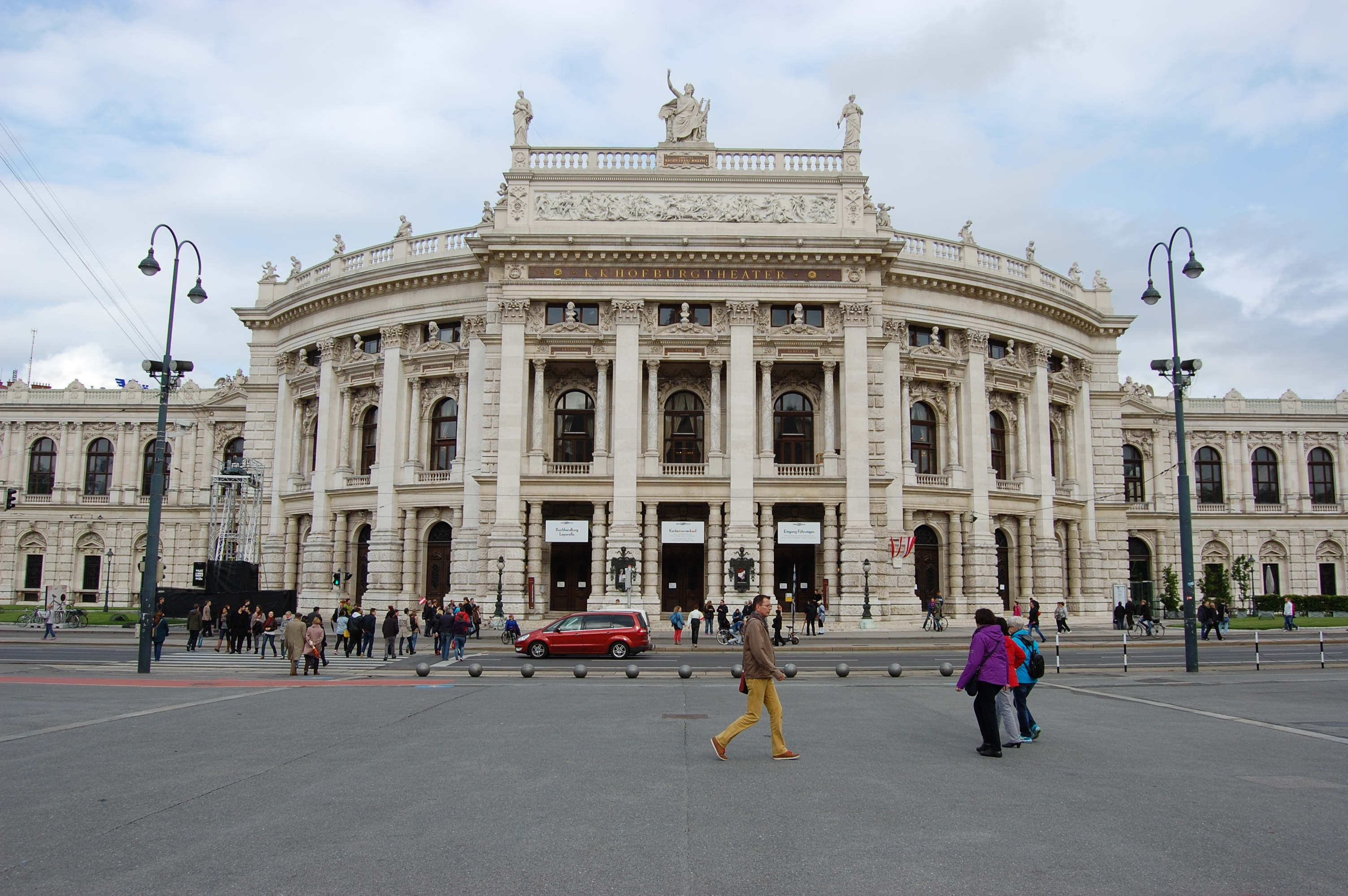
Бурґтеатр, Відень

- Бурґтеатр — вважається Австрійським національним театром[1].

### Албанія
- Національний театр опери та балету Албанії, Тирана

### Білорусь
- Національний академічний Великий театр опери та балету Республіки Білорусь

### Болгарія
- Національна опера та балет (Софія)

### Греція
- Національна опера, Афіни

### Латвія
- Латвійська національна опера

### Литва
- Литовський національний театр опери і балету

### Молдова
- Національний театр опери та балету Республіки Молдова, Кишинів

### Норвегія
- Норвезька національна опера і балет, Осло

### Португалія
- Національний театр святого Карлуша, Лісабон

### Румунія
- Румунська Національна Опера, Бухарест;
- Національна опера у Клуж-Напока;
- Румунська Національна Опера, Ясси;
- Румунська Національна Опера, Тімішоара.

### Сербія
- Белградський Національний театр;
- Сербський Національний театр, Новий Сад (Serbian National Theatre[en]);

### SVK

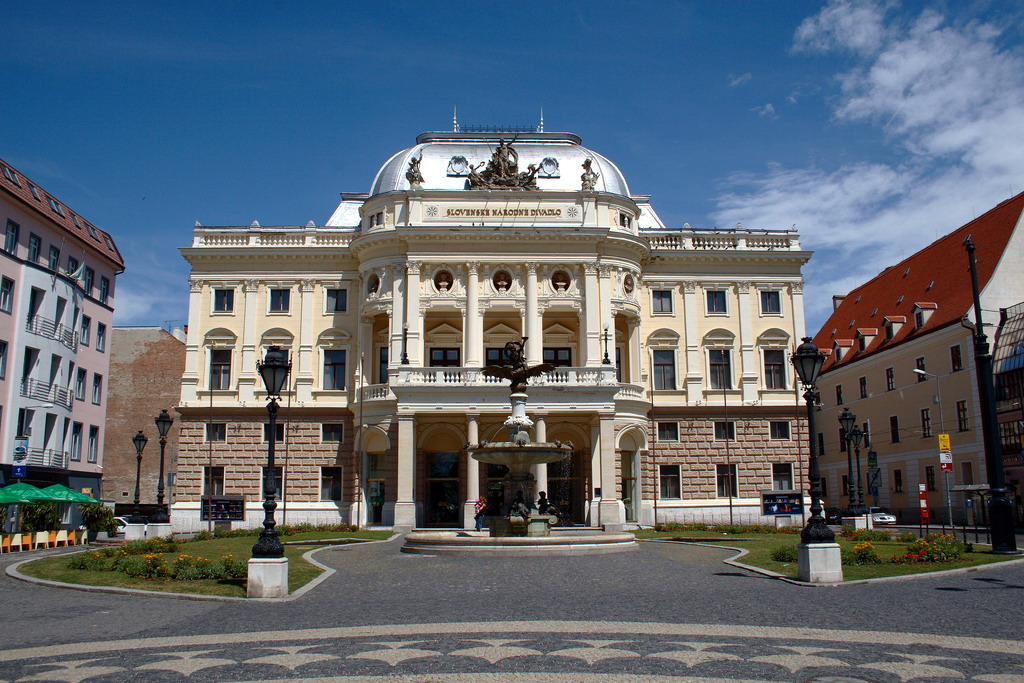
Національний театр Словаччини, Братислава

### Словаччина
- Національний театр Словаччини;

### Фінляндія
- Фінська національна опера

### Франція
- Національна опера Лорен, Нансі;
- Рейнська Національна опера, Страсбург;

### Хорватія

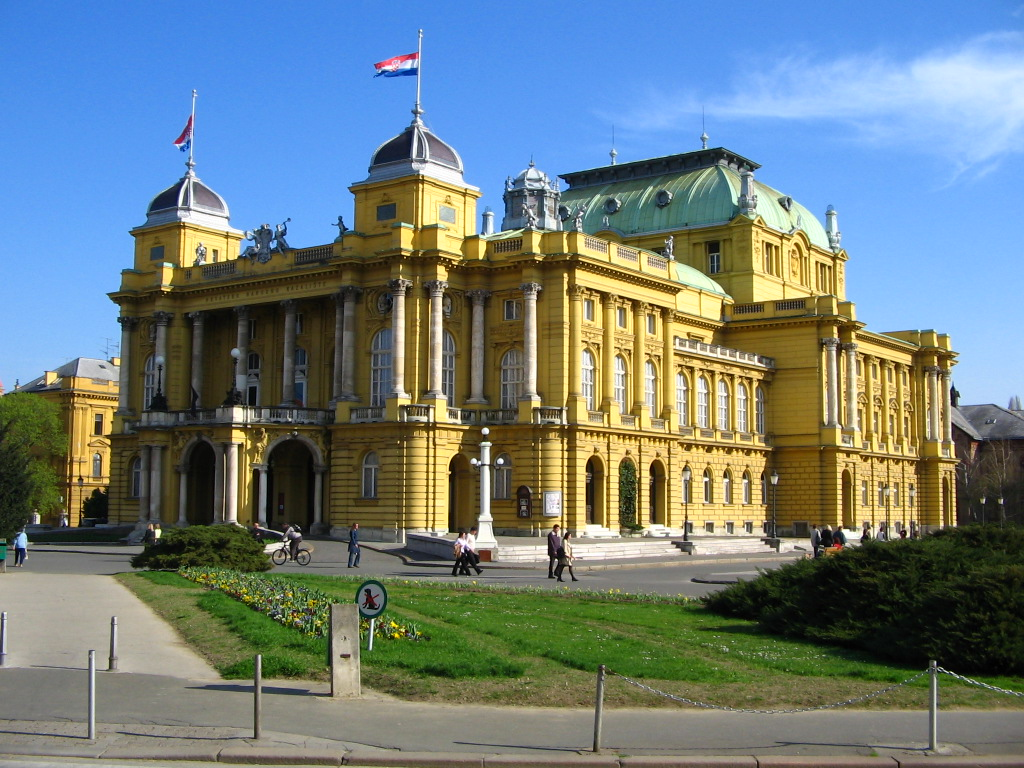
Хорватський Національний театр у Загребі

- Хорватський Національний театр у Загребі;
- Хорватський Національний театр у Спліті;
- Хорватський Національний театр у Рієці;
- Хорватський Національний театр у Осієці;
- Хорватський Національний театр у Вараждині.
- Хорватський Національний театр у Суботиці.

### Чехія
- Національний театр, Прага;
- Національний театр у Брно.

### Швеція
- Королівська опера в Стокгольмі

## Азія

### Панама
- Національний театр Панами[en]